# Vriesea maguirei
Vriesea maguirei är en gräsväxtart som beskrevs av Lyman Bradford Smith. Vriesea maguirei ingår i släktet Vriesea och familjen Bromeliaceae. Inga underarter finns listade i Catalogue of Life.